# Ганс-Юрген Вебер
Ганс-Юрген Вебер (нім. Hans-Jürgen Weber  •  15 червня 1955, Ессен) — німецький колишній футбольний арбітр, арбітр ФІФА з 1991 по 1998 рік.

## Кар'єра
Вебер дебютував у німецькій Бундеслізі на посаді головного арбітра 17 травня 1985 року. В цілому він обслужив 135 ігор у Бундеслізі і 76 матчах Другої Бундесліги.
Він працював арбітром до 1999 року, а з 1991 року був арбітром ФІФА, працюючи також на міжнародному рівні. Найзнаковішим матчем у кар'єрі Вебера стала гра за Суперкубок ФРН 1990 року, а також фінал Кубка німецької ліги 1999 року. Також був четвертим арбітром у штабі Гельмута Круга у фіналі Ліги чемпіонів УЄФА 1998 року.
Цікаво, що і перший і останній матч Вебера в Бундеслізі завершилась з однаковим рахунком — 6:1 на користь господарів. Першою була гра «Вердера» проти «Кайзерслаутерна», а останньою, що пройшла 29 травня 1999 року була гра «Герти» і «Гамбурга».
По завершенні кар'єри працював футбольним функціонером. З 2010 року став працювати у суддівському комітеті Німецької футбольної федерації.